# 北原京子
北原 京子（きたはら きょうこ、1951年8月20日 - ）は、日本のアーチェリー選手である。彼女は 1988年夏季オリンピックの女子個人戦と団体戦に出場した
。